# Coutures (Tarn-et-Garonne)
Coutures település Franciaországban, Tarn-et-Garonne megyében. Lakosainak száma 108 fő (2022. január 1.). Coutures Esparsac, Fajolles, Gensac, Saint-Arroumex és Sérignac községekkel határos.

## Népesség
A település népessége az elmúlt években az alábbi módon változott:
| Lakosok száma | 102  | 99   | 103  | 107  | 111  | 114  | 115  | 119  | 108  |
|               | 2013 | 2015 | 2016 | 2017 | 2018 | 2019 | 2020 | 2021 | 2022 |